# Anton de Kontski
Anton de Kontski, també Antoni Kątski, (Cracòvia, Polònia, 27 d'octubre de 1817 - Ivànitxi, llavors Imperi Rus, actual Ucraïna, 7 de desembre de 1889) fou un violinista i compositor polonès del Romanticisme.
Fou deixeble de John Field i després estudià en el Conservatori de Viena. Donà nombrosos concerts arreu d'Alemanya, Rússia, França, Espanya, Portugal i Estats Units i ja contava vuitanta-dos anys quan emprengué una llarga gira durant la qual hauria de visitar Rússia, Europa, Austràlia, Japó i Sibèria, però morí pel camí.
Va compondre diverses òperes i operetes i abundant música per a piano.